# Коада Корнетулуј (Мехединци)
Коада Корнетулуј (рум. Coada Cornetului) насеље је у Румунији у округу Мехединци у општини Балта. Oпштина се налази на надморској висини од 540 m.

## Становништво
Према подацима из 2002. године у насељу је живело 68 становника, од којих су сви румунске националности.